# Лејк Винебаго (Мисури)
Лејк Винебаго (енгл. Lake Winnebago) град је у америчкој савезној држави Мисури.

## Демографија
По попису из 2010. године број становника је 1.131, што је 229 (25,4%) становника више него 2000. године.
| Група             | 2000.       | 2010.         |
| Белци             | 877 (97,2%) | 1.095 (96,8%) |
| Афроамериканци    | 0 (0,0%)    | 2 (0,2%)      |
| Азијати           | 2 (0,2%)    | 2 (0,2%)      |
| Хиспаноамериканци | 21 (2,3%)   | 18 (1,6%)     |
| Укупно            | 902         | 1.131         |